# Alpenkauw
De alpenkauw (Pyrrhocorax graculus) is een grote zangvogel uit de familie van de kraaien.
De alpenkauw behoort tot de kraaiachtigen (Corvidae) en is een van de kleinste leden uit deze grote familie van zangvogels. Ze zijn nauw verwant aan alpenkraaien, vogels die ook van dezelfde leefomgeving houden.

## Kenmerken
Alpenkraai en alpenkauw lijken sterk op elkaar: ze hebben de gitzwarte verentooi en de roze of rode poten gemeen. De slanke, lange, gebogen snavel is echter geel bij de alpenkauw en rood bij de alpenkraai. Die van de alpenkraai is ook iets langer en nog meer gebogen. Ze hebben meestal bruine ogen. De staart van de alpenkauw is langer en hun vleugels zijn korter, smaller en sterker gevingerd dan die van de alpenkraai. Ze verschillen ook van de alpenkraai door hun rondere kop en matter verenkleed. Ze zijn 36-40 cm lang (zo groot als een kauw, dus, maar kleiner dan de alpenkraai).
Hun vleugelspanwijdte bedraagt 70-85 cm en ze wegen ongeveer 190-240 g.
Hun jongen hebben een geelachtige snavel met een donkere snavelpunt en zwartachtige poten. Hun veren zijn iets valer. Door hun korte gele snavel zijn ze te onderscheiden van de Alpenkraai die een oranje/rode snavel heeft.

## Vliegkunst
Alpenkauwen zijn sterke vliegers, die op grote hoogten hun kunsten uithalen: eerst maken ze duizelingwekkende duikvluchten, dan zweven ze weer hele stukken om vervolgens loodrecht naar beneden te storten en vlak voor de rotsbodem terug op te trekken in een steile beklimming. Ze gebruiken de wervelende luchtstromen rond bergtoppen en wanden om in groepsverband deze fascinerende stuntvluchten uit te voeren. Deze vlucht is veel verender dan die van andere zwarte kraaiachtigen. Als ze zich op de grond wagen, lopen en hippen ze.
Ze staan bekend als uitdagende vogels en zelfs als dieven. Er bestaan verschillende verhalen over kauwen die doodleuk met een stuk uitrusting van een bergwandelaar aan de haal gingen. Die wandelaars volgen ze tot aan de hoogste toppen.

## Voedsel
De vogel heeft zich aangepast aan het ski- en bergwandeltoerisme in zijn leefgebied. De alpenkauw foerageert tussen het afval van bergstations, berghutten en restaurants en voedt zich daar met menselijk afval. Ook volgt hij bergwandelaars en wintersporters die graag hun meegebrachte lunch met hem delen. Het is een typische alleseter die ook leeft van insecten in de zomer en bessen in de winter.

## Geluid
Ze maken geluiden die aan een flipperkast doen denken. Hun meest algemene roep is duidelijk anders dan die van de alpenkraai: een muzikaal, metalig, fluitend tsjierriesh. In groep roepen ze ook vaak een scherp explosief tsjiuup (als vergelijkbare kja van de alpenkraai). Ook een van ver hoorbaar tsierr en een doordringend fluitend tsieh staan op hun repertoire.

## Verspreiding
Alpenkauwen broeden uitsluitend in hooggebergte, boven de boomgrens, vanaf minimum 1500 m hoogte in Zuid-Europa (Pyreneeën), Balkan, Alpen en in Centraal-Azië, tot West-China. In zuidelijke richting reikt hun leefgebied tot Noord-Afrika. Ze leven ook alleen maar in datzelfde hooggebergte, tot aan de sneeuwgrens. Alpenkraaien leven over het algemeen enkele honderd meters lager. Ze zijn zelfs gesignaleerd onder de top van Mount Everest (meer dan 8000 meter hoog), hoger dan elke andere vogel ooit gepresteerd heeft. ’s Winters daalt hij af naar de dorpen.
De soort telt drie ondersoorten:
- P. g. graculus: van Europa en noordelijk Afrika tot noordelijk Iran.
- P. g. digitatus: van zuidoostelijk Turkije tot Libanon, Irak en zuidwestelijk Iran.
- P. g. forsythi: Centraal-Azië.

## Broedgegevens
Ze broeden in, meestal kleine, kolonies. Die kolonies bestaan vaak maar uit enkele paren. Ze nestelen op steile, ruige kliffen, ruïnes en rotsspleten in de bergen en langs kusten.
Ze broeden van april tot juli en leggen slechts één legsel dat bestaat uit drie tot zes eieren. Die eieren zijn buikig, glad, glanzend en crèmeachtig. Ze zijn bedekt met veel donker-, olijfbruine, purpergrijze spikkels en kleine vlekjes.
Ze bouwen een omvangrijk, komvormig nest van takken en droge wortels, gevoerd met dunner, soortgelijk materiaal. Ze bekleden het met fijn gras, wol, veren en heide. Dat nest zit vaak goed verborgen in een diepe spleet of grot.
Alleen het vrouwtje broedt, terwijl het mannetje haar voedert. Broedtijd: 17-21 dagen, de jongen blijven nog 23-31 dagen in het nest na hun geboorte.

## Status
De grootte van de wereldpopulatie is in 2021 geschat op 1,2 tot 2,7 miljoen volwassen individuen. Men veronderstelt dat de soort in aantal stabiel is. Om deze redenen staat de alpenkauw als niet bedreigd op de Rode Lijst van de IUCN.